# Златно (округ Злате Моравце)
Златно (словац. Zlatno) — село в окрузі Комарно Нітранського краю Словаччини. Площа села 15,37 км². Станом на 31 грудня 2015 року в селі проживало 217 жителів. Протікає річка Странка.

## Історія
Перші згадки про село датуються 1038 роком.

## Населення
| Рік:            | 1994. | 2004.    | 2014.    | 2024.    |
| --------------- | ----- | -------- | -------- | -------- |
| Кількість осіб: | 289   | 254      | 225      | 200      |
| Різниця:        |       | -12,11 % | -11,41 % | -11,11 % |

| Рік:            | 2023. | 2024.   |
| --------------- | ----- | ------- |
| Кількість осіб: | 190   | 200     |
| Різниця:        |       | +5,26 % |

## Уродженці
- Міхал Лукніш (1916—1986) — словацький географ, професор.